# دوري السوبر الأوغندي 1988
دوري السوبر الأوغندي 1988 (بالإنجليزية: 1988 Uganda Super League)‏ هو موسم من دوري السوبر الأوغندي. فاز فيه نادي ناكيفوبو فيلا.